# Округ Катрон (Њу Мексико)
Катрон (енгл. Catron County) је округ у америчкој савезној држави Њу Мексико.

## Демографија
По попису из 2010. године број становника је 3.725, што је 182 (5,1%) становника више него 2000. године.
| Група             | 2000.         | 2010.         |
| Белци             | 2.687 (75,8%) | 2.832 (76,0%) |
| Афроамериканци    | 10 (0,3%)     | 16 (0,4%)     |
| Азијати           | 24 (0,7%)     | 7 (0,2%)      |
| Хиспаноамериканци | 679 (19,2%)   | 709 (19,0%)   |
| Укупно            | 3.543         | 3.725         |